# Ágnes Farkas
Ágnes Farkas (* 21. April 1973 in Budapest, Ungarn) ist eine ehemalige ungarische Handballspielerin, die für die ungarische Nationalmannschaft auflief. Nach ihrer aktiven Karriere schlug sie eine Laufbahn als Handballfunktionärin ein.

## Karriere

### Im Verein
Farkas spielte zwischen 1981 und 1992 beim ungarischen Verein Budapesti Építők SC, mit dem sie 1990 und 1991 die ungarische Meisterschaft sowie 1992 den ungarischen Pokal gewann. Anschließend stand sie eine Saison beim Budapesti Spartacus SC unter Vertrag. Ab dem Sommer 1993 lief die Rückraumspielerin für Ferencváros Budapest auf, mit dem sie drei Spielzeiten in Serie sowohl die ungarische Meisterschaft als auch den ungarischen Pokal gewann. Weiterhin stand sie mit Ferencváros in der Saison 1993/94 im Finale des Europapokals der Pokalsieger.
Farkas lief in der Saison 1996/97 für den deutschen Bundesligisten Borussia Dortmund auf, mit dem sie das Finale des EHF-Pokals erreichte. Anschließend gehörte sie zwei Jahre dem Kader des kroatischen Erstligisten ŽRK Podravka Koprivnica an, mit dem sie in jeder Spielzeit das nationale Double gewann. Nachdem Farkas in der Saison 1999/2000 mit dem ungarischen Verein Dunaferr NK den ungarischen Pokal gewonnen hatte, kehrte sie wieder zu Ferencváros Budapest zurück. Während ihres zweiten Engagement bei Ferencváros wurde sie in der Saison 2000/01 Torschützenkönigin der höchsten ungarischen Spielklasse, gewann 2001 und 2003 den ungarischen Pokal sowie 2002 die ungarischen Meisterschaft. Ab dem Sommer 2003 bestritt sie die letzten beiden Spielzeiten ihrer Karriere für den dänischen Erstligisten Aalborg DH.

### In der Nationalmannschaft
Farkas bestritt in ihrer Länderspiellaufbahn 206 Länderspieler für die ungarische Nationalmannschaft, in denen sie 944 Tore warf. Nachdem Farkas die Olympischen Spiele 1996 aufgrund einer schweren Knöchelverletzung verpasst hatte, nahm sie zwei Mal an den Olympischen Sommerspielen teil, bei denen sie 2000 die Silbermedaille gewann und 2004 den fünften Platz belegte. Ebenfalls den fünften Platz belegte sie mit dem ungarischen Aufgebot bei der Weltmeisterschaft 1999. Bei ihrer ersten Teilnahme an der Europameisterschaft belegte sie im Jahr 1994 den vierten Platz. Im Jahr 1998 folgte bei der Europameisterschaft der Gewinn der Bronzemedaille, im Jahr Europameisterschaft 2000 der Gewinn der Goldmedaille und im Jahr 2002 der fünfte Platz. Mit 48 Treffern bei der EM 1994 und mit 58 Treffern bei der EM 2002 wurde sie jeweils Torschützenkönigin.

## Als Funktionärin
Farkas war zwischen 2013 und 2020 als Präsidentin des Handballverbandes des Komitat Vas tätig. Im Jahr 2015 bewarb sie sich erfolglos um das Amt als Präsidentin des ungarischen Handballverbandes.

## Ehrungen
- Ritterkreuz des Ungarischen Verdienstordens: 2000[2]
- Ungarische Handballspielerin des Jahres: 2001 und 2002[2]
- Mitglied der Hall of Fame des ungarischen Handballs: 2022[2]